# Conioselinum anthriscoides
Conioselinum anthriscoides là một loài thực vật có hoa trong họ Hoa tán. Loài này được (H.Boissieu) ined. mô tả khoa học đầu tiên.